# Geert Noels
Geert Marcel Wim Noels (Antwerpen, 5 september 1967) is een Belgisch econoom, opiniemaker en auteur. Hij is oprichter, hoofdeconoom en CEO van Econopolis, een financieel-economisch advieshuis en onafhankelijk vermogensbeheerder.

## Biografie
Noels studeerde aan de Handelshogeschool in Antwerpen (toen gelieerd aan UFSIA) en werd er licentiaat in de handels- en financiële wetenschappen. In 1990 behaalde hij een Master of Business Administration aan de Katholieke Universiteit Leuven.
Hij werkte bij de auditafdeling van Coopers & Lybrand, de studiedienst van het Vlaams Economisch Verbond (het huidige Voka) en de studiedienst van private bank Petercam. In 2009 startte hij met Econopolis zijn eigen bedrijf en werd lid van het Lamfalussy-comité dat aanbevelingen deed om de financiële sector na de Kredietcrisis te hervormen. Hij treedt geregeld op als gasthoogleraar aan de KU Leuven, Universiteit Antwerpen en de Solvay Business School. In 2008 werd hij bestuurder bij de Koninklijke Schenking, de instelling die de roerende en onroerende goederen van het Belgisch koningshuis beheert om er de negatieve resultaten mee te helpen ombuigen. In 2021 werd zijn ontslag als bestuurder bij de Koninklijke Schenking aanvaard.
Noels verschijnt regelmatig op in de Belgische (ook Franstalige) media als econoom. Zijn Twitteraccount heeft meer dan 145.000 volgers en hij wordt als opiniemaker door de radio- en tv-stations in Vlaanderen en Wallonië uitgenodigd voor gesprekken over economie, financiën en maatschappelijke uitdagingen zoals klimaat of onderwijs. Noels schrijft columns in verschillende kranten en in publicaties zoals Trends/Tendances, De Standaard, De Tijd (met de maandelijkse column 'Noelsspeak'), Le Soir, La Libre, L'Echo, The Wall Street Journal en Het Financieele Dagblad. Begin 2018 verscheen Noels in een lijst van de "tien invloedrijkste intellectuelen in Vlaanderen" gepubliceerd door de Vlaamse krant De Morgen.
Op 8 mei 2020 maakte de Vlaamse Regering bekend dat Noels gekozen werd om deel uit te maken van het relancecomité dat de Vlaamse Regering moeten bijstaan bij de relance van de economie naar aanleiding van de coronacrisis.

## Privé
Geert Noels is gehuwd en heeft twee kinderen. In zijn vrije tijd doet hij aan mountainbiken en nam tot 2020 driemaal deel aan de Cape Epic, een 8-daagse mountainbikewedstrijd van bijna 1000 kilometer in de Zuid-Afrikaanse Kaapprovincie. Hij won in 2019 de meerdaagse MTB-wedstrijd Wines2Whales pinotage, samen met Benno Wauters (de zoon van Jan Wauters) in de Masterscategorie. Noels is daarnaast piloot, hij behaalde een Private Pilot License (PPL-A).